# Séverine
Séverine, nome artístico de Josiane Grizeau (Paris, 10 de outubro de 1948), é uma cantora francesa.

## Biografia
Nascida em Paris, Séverine venceu o Festival Eurovisão da Canção 1971 pelo Mónaco, interpretando a canção "Un banc, un arbre, une rue" ("Um banco, uma árvore, uma rua" ), com música de Jean-Pierre Bourtayre e letra de Yves Dessca. Foi gravado em inglês como "Chance In Time", em alemão como "Mach die Augen zu (und wünsch dir einen Traum)" e em italiano como "Il posto". A versão francesa alcançou o número 9 do top britânico de vendas, enquanto a versão inglesa não atingiu os charts. A versão original em francês vendeu bem na maioria dos mercados discográficos. Séverine ainda fez mais duas tentativas para voltar a participar no Festival Eurovisão da Canção pela Alemanha em 1975 e 1982, mas não foi classificada. A cantora voltou a ter sucesso na França e Alemanha, mas nunca mais de dimensão internacional.
Séverine acompanhou a delegação monegasca no Festival Eurovisão da Canção 2006, realizado em Atenas.

## Discografia e top de vendas
- "Un banc, un arbre, une rue" (#1 Suécia, #1 Canadá, #2 Benelux, #3 França, #3 Irlanda, #9 Reino Unido, #23 Alemanha)
- "Chance in Time"
- "Mach die Augen zu (und wünsch dir einen Traum)" (#23 Alemanha)
- "Il posto" (#53 Itália)
- "Vivre pour moi" (#32 França)
- "Ja der Eiffelturm" (#27 Alemanha)
- "Comme un appel" (#24 France)
- "J'ai besoin de soleil" (#29 França)
- "Olala L'Amour" (#19 Alemanha)
- "Là ou tu n'es pas" (#44 França)
- "Mon tendre amour" (#47 França)
- "Der Duft von Paris" (#40 Alemanha)
- "Il faut chanter la vie" (a cover de Cliff Richard "Power To All Our Friends") (#46 França)
- "Vergessen heißt verloren sein" (#47 Alemanha)
- "Du bist für mich der größte Schatz" (#49 Alemanha)
- "Sieben Tränen" (a cover de Goombay Dance Band's de "Seven Tears")(#49 Alemanha)